# Canon naval de 15,5 cm/60 Type 3
Le canon naval de 15,5 cm/60 (60口径三年式15.5cm3連装砲, 60 kōkei sannenshiki 15.5 centi sanrensōhō) est un canon naval utilisé par la Marine impériale japonaise pendant la Seconde Guerre mondiale.
Plus précisément, ce type de canon a équipé les cuirassés de la classe Yamato, les croiseurs lourds de la classe Mogami et les croiseurs légers de la classe Ōyodo.